# Robert Benoist
Robert Marcel Charles Benoist (20 de marzo de 1895-9 de septiembre de 1944) fue un piloto automovilístico francés. Héroe durante la Segunda Guerra Mundial, había sido uno de los competidores pioneros en las pruebas del Grand Prix.

## Primeros años
Nacido cerca de Rambouillet, Región de Isla de Francia, Benoist era el hijo del guardabosques del barón Henri de Rothschild. De joven, sirvió durante la Primera Guerra Mundial en la infantería francesa, luego como piloto de combate en la nueva Armée de l'Air y, finalmente, como instructor de vuelo.

## Piloto de Gran Premio

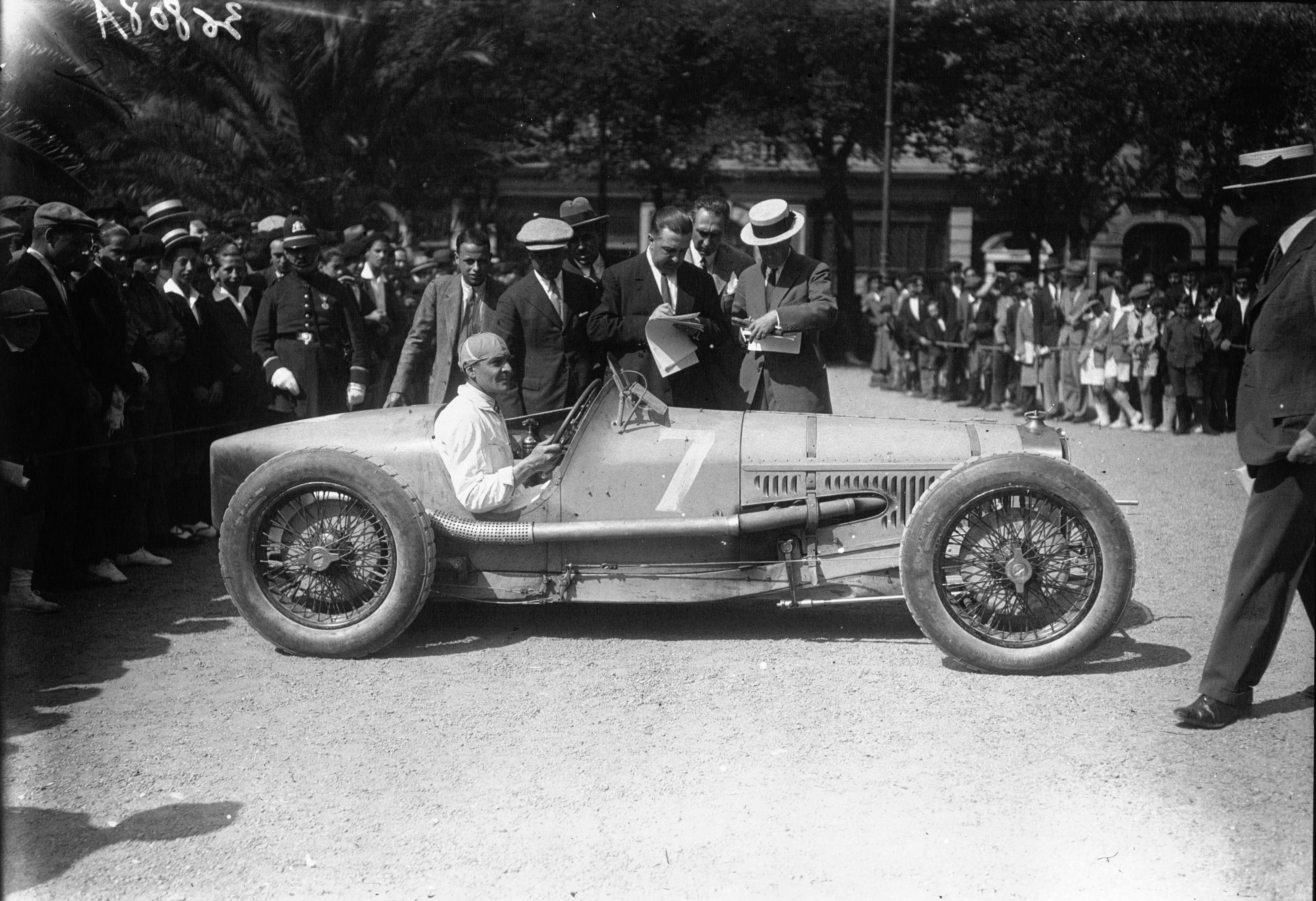
Benoist en el Gran Premio de San Sebastián en 1926

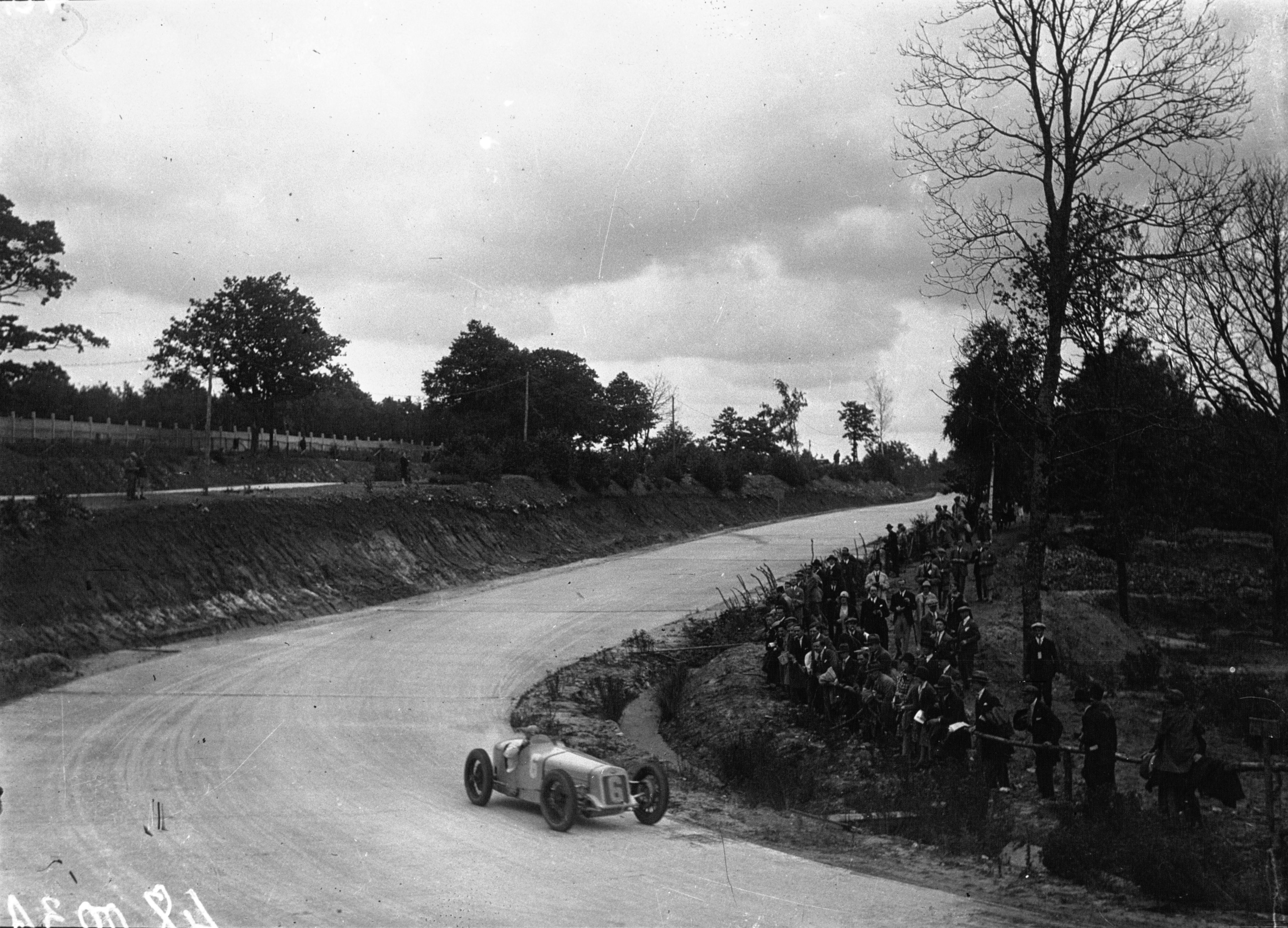
En el Gran Premio de Francia, 1927

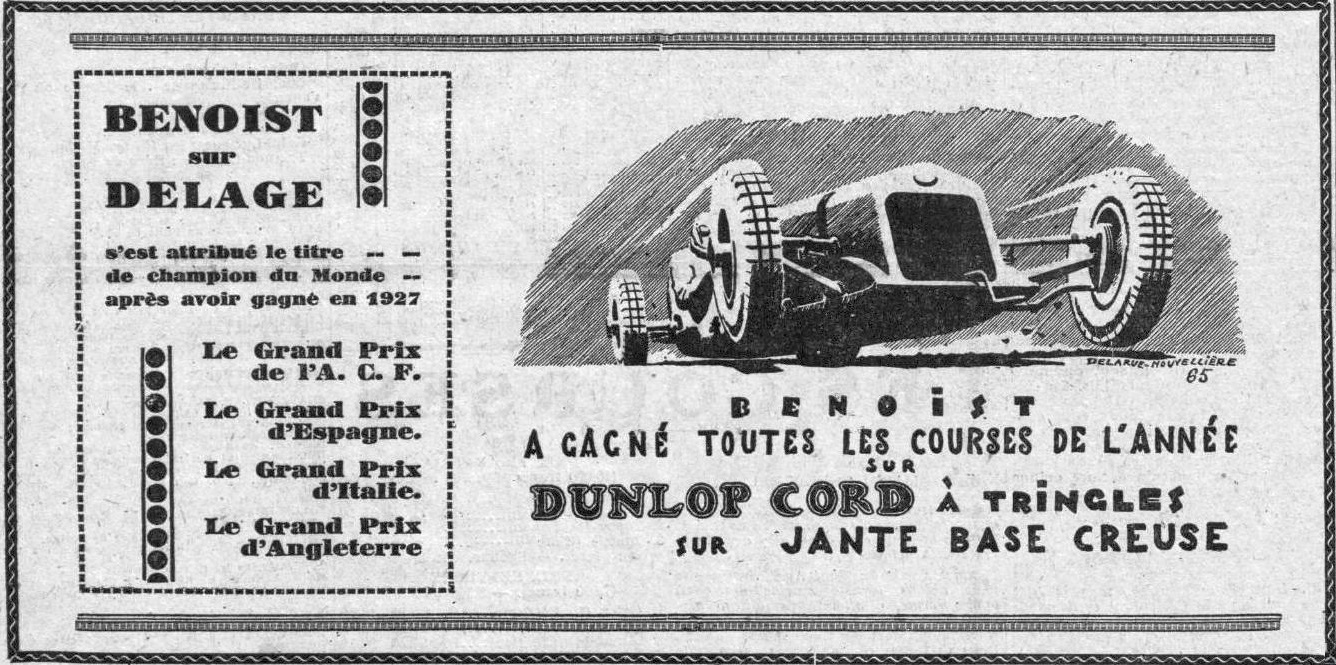
Publicidad de Delage con los triunfos de Benoist

Buscando emociones en el mundo de la posguerra, se unió a la compañía fabricante de automóviles de Marçay como piloto de pruebas. Más adelante pasó a Salmson y tuvo mucho éxito en las carreras de ciclismo, antes de ser contratado para pilotar para Delage en 1924. Al año siguiente, junto con Albert Divo, ganó el Gran Premio de Francia en la carrera que se adjudicó el as italiano Antonio Ascari.
En 1927, conduciendo un Delage 15-S-8, ganó los Grandes Premios de Francia, España, Italia y de Gran Bretaña, obteniendo el título del campeonato de aquella temporada para el fabricante francés.
Cuando la empresa Delage abandonó las carreras, Benoist se quedó sin trabajo y fue nombrado gerente del Garage Banville en París. Disputó carreras ocasionalmente para el equipo Bugatti, terminando segundo en el Gran Premio de San Sebastián de 1928 en España.
Al año siguiente formó equipo con Attilio Marinoni para ganar la carrera de las 24 Horas de Spa en Bélgica, conduciendo un Alfa Romeo. Al final de la temporada se retiró hasta 1934, cuando regresó con el equipo Bugatti. Pronto fue nombrado jefe del departamento de competición, cargo en el que ideó el programa de la compañía para las 24 Horas de Le Mans, prueba que se adjudicó en 1937 compartiendo el volante con Jean-Pierre Wimille. Después de esa victoria se retiró definitivamente, pero continuó dirigiendo el departamento de carreras de Bugatti hasta que fue llamado a la Fuerza Aérea Francesa.
| Predecesor: Johnny Hindmarsh Luis Fontés | 24 Horas de Le Mans 1937 con: Jean-Pierre Wimille | Sucesor: Eugène Chaboud Jean Trémoulet |

## Segunda Guerra Mundial
Además de Jean-Pierre Wimille, Benoist se hizo buen amigo de otro piloto de Grand Prix, William Grover-Williams. Cuando estalló la Segunda Guerra Mundial y Francia estaba ocupada, estos tres pilotos escaparon a Gran Bretaña, donde se unieron a la Dirección de Operaciones Especiales como agentes secretos. y regresaron a Francia para ayudar a la Resistencia francesa. Benoist fue comisionado en el ejército británico como capitán. Lanzado en paracaídas sobre Francia, ayudó a organizar células de sabotaje y con William Grover-Williams trasladó las armas recibidas desde el aire en el bosque en Rambouillet a su casa en Auffargis para su almacenamiento y distribución.
En junio de 1943, la red "Prosper" colapsó en París, y sus líderes, Francis Suttill y Andrée Borrel, fueron arrestados por la Gestapo. En agosto, la Gestapo allanó la casa de Benoist, y Grover-Williams fue capturado y ejecutado con Francis Suttill en el Campo de concentración de Sachsenhausen.

### Captura y fuga
Tres días después, Benoist fue detenido en París. Mientras era conducido al cuartel general de la Gestapo, saltó del vehículo en movimiento y escapó, siendo finalmente devuelto a Gran Bretaña a través de las redes clandestinas de la resistencia.

### Nuevas misiones
Benoist regresó a Francia en una segunda misión, que duró desde octubre de 1943 hasta febrero de 1944, después de lo cual regresó a Londres por un corto tiempo antes de volver a Francia de nuevo en marzo para trabajar en el área de Nantes con su agente de la DOE, Denise Bloch. Fue arrestado el 18 de junio de 1944 y enviado al campo de concentración de Buchenwald, donde fue ejecutado tres meses después, el 9 de septiembre.

## Reconocimientos
- Tras la rendición de Alemania, el 9 de septiembre de 1945, la carrera automovilística Coupe Robert Benoist se llevó a cabo en París en su memoria.

- El capitán Robert Benoist está registrado en el Memorial Brookwood en Surrey, Gran Bretaña, como uno de los agentes de la DOE que murieron por la liberación de Francia. Su nombre también figura en el Memorial en la ciudad de Valençay (Francia).

- En su honor, el pueblo de Auffargis le dedicó una calle y, en el cementerio de la iglesia está enterrado Ferenc Szisz, otro pionero compañero en las carreras.

- Entre las tribunas que aún permanecen en pie en el antiguo circuito de Reims-Gueux, se encuentra una llamada "Tribune Robert Benoist".